# Тимьян Палласа
Тимьян Палласа (лат. Thymus pallasianus) — вид растений рода Тимьян (Thymus) семейства Яснотковые (Lamiaceae), распространённый в Польше, на Украине, в южной половине европейской части России и на Северном Кавказе.
Вид назван в честь немецкого естествоиспытателя Петра Симона Палласа.

## Ботаническое описание
Вегетативно-подвижный ползучий полукустарничек, (5) 8—15 (30) см высотой. Стебли лежачие или приподнятые, неясно 4-гранные, в нижней части одревесневающие; с высокими, вертикальными травянистыми побегами, заканчивающимися соцветиями, и короткими, стелющимися или лежачими бесплодными. Листья супротивные, сидячие, линейные или лопатчато-линейные, плотные, жёсткие, с наибольшей шириной у верхушки, 8—16 мм длиной и 0,5—1,5 мм шириной.
Цветки собраны в густое, головчатое соцветие. Прицветники мелкие, шиловидные. Чашечка двугубая, узкоколокольчатая, лиловая, 3,5—4 мм длиной. Венчик неясно двугубый, его верхняя губа похожа на лопасти нижней, ярко-розовый или ярко-лиловый, редко беловатый или белый, около 7 мм длиной, с короткой трубкой, равной по длине чашечке. Тычинок четыре. Плод — ценобий; мерикарпии коротко эллипсоидальные, с прижатым основанием, на поверхности мелко ямчатые.

## Охрана
Вид внесён в Красные книги некоторых субъектов России: Республика Калмыкия, Курская, Пензенская (охраняется в заповеднике «Приволжская лесостепь» на участке «Кунчеровская лесостепь») и Ульяновская области (памятник природы «Варваровская степь»), Ставропольский край.